# Paromala elongata
Paromala elongata är en fjärilsart som beskrevs av W. Warren 1904. Paromala elongata ingår i släktet Paromala och familjen mätare. Inga underarter finns listade i Catalogue of Life.